# 多災凶年
《多災凶年》（英語：Years of Living Dangerously）是一部美國電視紀錄片節目。第一季於2014年在美國Showtime播出。贏得了黃金時段艾美獎最佳紀錄片／寫實劇集。第二季於2016年在国家地理播出。節目執行製片人包括詹姆斯·卡麥隆、阿諾·史瓦辛格，以及節目創作者喬爾·巴赫（Joel Bach）與大衛·蓋爾伯（David Gelber）。喬·羅姆和海蒂·庫倫擔任首席科學顧問。
每週一集的特色是具有環保活動歷史的名人主持人和具有環境報導文學背景的知名記者。這些「記者」走遍世界和美國，採訪受全球變暖影響的專家和普通民眾，並尋求解決方案。他們充當聽眾的記者和中間人，提出問題以了解人們的意見並發現科學證據。如第一季的最後一集採訪了歐巴馬總統。
劇集探討了海平面上升、歷史性乾旱和洪水、水資源短缺、海洋酸化、森林砍伐和物種滅絕速度迅速增加的影響，同時關注個人、社區、公司甚至政府能用來解決全球氣候變化問題的解決方案，包括更便宜的太陽能和風能、先進的電池技術和電動汽車。節目主持人包括卡麥隆、史瓦辛格、哈里遜·福特、伊恩·桑莫哈德、艾美莉卡·弗利拉、大卫·莱特曼、吉赛尔·邦辰、傑克·布萊克、馬特·達蒙、潔西卡·艾芭、雪歌妮·薇佛，以及其他各種演員和記者。

## 外部連結
- Years of Living Dangerously （页面存档备份，存于）, official website
- 互联网电影数据库（IMDb）上《多災凶年》的资料（英文）
- National Geographic Channel's site （页面存档备份，存于） (Season 2)
- Season 2 trailer （页面存档备份，存于） number 1 (2016)
- Season 2 trailer （页面存档备份，存于） number 2 (2016)
- The series' Tumblr archive （页面存档备份，存于）